# Jon Olsen
Jon C. Olsen (New Britain, 25 de abril de 1969) é um nadador norte-americano, ganhador de quatro medalhas de ouro em Jogos Olímpicos pels revezamentos americanos.